# Уралов Володимир Олександрович
Володимир Олександрович Уралов (нар. 17 травня 1932, Харків, УРСР) — український та радянський інженер-ракетобудівник, Головний конструктор систем управління ракет стратегічного призначення НВО «Електроприлад» (Хартрон).

## Біографія
У 1957 році закінчив Харківський політехнічний інститут, з цього ж року розпочав роботу на харківському заводі ім. Т. Г. Шевченка. Після створення ОКБ-692 (нині ПАТ «Хартрон») прийшов на підприємство на посаду старшого техніка. Брав участь у створенні бойових ракетних комплексів стратегічного призначення. З 1971 року — заступник головного конструктора, з 1974 року — головний конструктор напрямку, з 1983 року — Головний конструктор систем управління ракет стратегічного призначення. Був головним конструктором систем керування ракет 15А30 (SS-19 Mod.1 Stiletto), 15А35 (SS-19 Mod.2 Stiletto) і 15А18М (SS-18 Mod.3 Satan), які досі стоять на озброєнні в Російської Федерації, а також міжконтинентальної крилатої ракети 3М-25 «Метеорит» для старту з підводних човнів, літаків ТУ-95МС і наземних пускових установок, яка оснащувалася системою наведення по цифровій радіолокаційній карті місцевості, не взятої на озброєння через розпад СРСР.
Брав участь у бойових діях під час Радянсько-німецької війни як вихованець 70-го батальйону 14 штурмової бригади 2-го Українського фронту. Нагороджений Орденом Вітчизняної війни і Орденом «За мужність» III ступеня, багатьма медалями.
Лауреат Ленінської премії (1976), Лауреат Державної премії СРСР (1989). Нагороджений орденом Трудового Червоного Прапора, медаллю  «За доблестный труд», а за успішне виконання космічних програм — медалями імені академіка Янгеля та імені академіка Челомея, відзнаками Федерації космонавтики та іншими урядовими нагородами СРСР.